# Karianne Væting
Karianne Væting (* 11. März 1975) ist eine ehemalige norwegische Biathletin.
Karianne Væting gewann bei den Biathlon-Juniorenweltmeisterschaften 1994 in Osrblie mit Liv Grete Skjelbreid und Trude Harstad die Bronzemedaille im Staffelrennen. Sie bestritt zum Auftakt der Saison 1997/1998 in Lillehammer ihr erstes Rennen im Biathlon-Weltcup und beendete dieses Sprintrennen als 94. Kurz darauf bestritt sie in Östersund mit einem Einzel ihr letztes Rennen in der höchsten Rennserie und wurde 63.
Erfolgreicher als international, war Væting auf nationaler Ebene. 1994 gewann sie mit Gunn Margit Andreassen und Trude Harstad für die Provinz Aust-Agder startend mit Bronze im Staffelrennen ihre erste Medaille bei den norwegischen Meisterschaften. Besonders erfolgreich wurden die Jahre 1996 und 1997, als sie jeweils an der Seite von Andreassen und Harstad die Titel mit der Mannschaft und die Silbermedaillen mit den Staffeln gewann.

## Biathlon-Weltcup-Platzierungen
Die Tabelle zeigt alle Platzierungen (je nach Austragungsjahr einschließlich Olympische Spiele und Weltmeisterschaften).
- 1.–3. Platz: Anzahl der Podiumsplatzierungen
- Top 10: Anzahl der Platzierungen unter den ersten zehn (einschließlich Podium)
- Punkteränge: Anzahl der Platzierungen innerhalb der Punkteränge (einschließlich Podium und Top 10)
- Starts: Anzahl gelaufener Rennen in der jeweiligen Disziplin

| Platzierung                              | Einzel | Sprint | Verfolgung | Massenstart | Team | Staffel | Gesamt |
| ---------------------------------------- | ------ | ------ | ---------- | ----------- | ---- | ------- | ------ |
| 1. Platz                                 |        |        |            |             |      |         |        |
| 2. Platz                                 |        |        |            |             |      |         |        |
| 3. Platz                                 |        |        |            |             | 1    |         | 1      |
| Top 10                                   |        |        |            |             |      |         |        |
| Punkteränge                              |        |        |            |             |      |         |        |
| Starts                                   | 1      | 1      |            |             |      |         | 2      |
| Stand: Karriereende, Daten wohl komplett |        |        |            |             |      |         |        |